# Chang An Airlines
Chang An Airlines (chinesisch 长安航空) ist eine chinesische Fluggesellschaft mit Sitz in Xi’an und Basis auf dem Flughafen Xi’an-Xianyang.

## Geschichte
Chang An Airlines wurde am 24. Dezember 1992 gegründet und nahm den Linienbetrieb am 1. Juni 1993 auf. Die HNA Group besitzt einen Anteil von 73,51 % an Chang An Airlines. 
Am 30. November 2007 wurde sie mit den Fluggesellschaften Hainan Airlines, Shanxi Airlines und China Xinhua Airlines zu Grand China Air fusioniert. Mit Stand Mai 2013 sollte sie jedoch wieder eine größere Eigenständigkeit erhalten.

## Flugziele
Chang An Airlines bedient die Provinz Shaanxi sowie die angrenzenden Regionen.

## Flotte
Mit Stand Oktober 2023 besteht die Flotte der Chang An Airlines aus 13 Flugzeugen mit einem Durchschnittsalter von 11,2 Jahren:
| Flugzeugtyp    | Anzahl | bestellt | Anmerkungen | Sitzplätze |
| -------------- | ------ | -------- | ----------- | ---------- |
| Boeing 737-800 | 13     |          |             | 189        |
| Gesamt         | 13     | -        |             |            |